# Правила Кірхгофа
Пра́вила Кірхгофа визначають метод розрахунку складних розгалужених електричних кіл. Методика розрахунку була вперше описана в 1845 році німецьким фізиком Густавом Кірхгофом.
Правила Кірхгофа є основоположними в електротехніці, а тому в рамках цієї дисципліни їх називають законами Кірхгофа.

## Перше правило Кірхгофа

В кожному вузлі електричного кола алгебраїчна сума значень сил струмів, що сходяться у даному вузлі, рівна нулю, або, алгебраїчна сума сил струмів, вхідних у вузол електричного кола, рівна алгебраїчній сумі вихідних з вузла значень сил струмів.
Перше правило встановлює зв'язок між сумою струмів, спрямованих до вузла електричного з'єднання (додатні струми), і сумою струмів, спрямованих від вузла (від'ємні струми). Згідно з цим законом алгебраїчна сума струмів, що збігаються в будь-якій точці розгалуження провідників, дорівнює нулю:
{\displaystyle \sum _{k}I_{k}=0.\ }
Перше правило Кірхгофа є наслідком закону збереження заряду. Для неперервно розподілених струмів у просторі воно відповідає рівнянню неперервності.

## Друге правило Кірхгофа

Для будь-якого замкнутого контуру провідників алгебраїчна сума електрорушійних сил дорівнює алгебраїчній сумі добутків сил струму на кожній ділянці контуру на опір ділянки, враховуючи внутрішній опір джерел струму.
Математично друге правило Кірхгофа записується так:
{\displaystyle \sum _{i}{\mathcal {E}}_{i}=\sum _{k}I_{k}R_{k}.}

## Використання
Послідовне застосування правил Кірхгофа до усіх вузлів й контурів у складній електротехнічній мережі дозволяє скласти повну систему лінійних рівнянь для визначення сил струму на кожній із ділянок.
Для розрахунку кола спочатку малюють електротехнічну схему та довільним чином позначають стрілками напрями струмів на кожній ділянці. Потім виділяються замкнуті контури й обходяться в одному довільно вибраному напрямку. Якщо стрілка, яка вказує напрям струму направлена проти обходу, то відповідний добуток струму на опір береться зі знаком мінус.
Якщо при обході переходять від від'ємного полюса джерела струму до додатного, то е.р.с. записується з додатним знаком, якщо навпаки, то з від'ємним.
В результаті отримують систему рівнянь, розв'язуючи яку, визначають сили струму. Якщо сила струму вийшла від'ємною, то це значить, що напрям струму на даній ділянці насправді буде протилежний тому, що був обраний на початку розв'язку (довільним чином), хоча це не впливає на співвідношення та правильність чисельних розв'язків.

## Приклад
Припустимо, що електрична схема складається з двох джерел напруги і трьох резисторів.
Відповідно до першого правила маємо
{\displaystyle i_{1}-i_{2}-i_{3}=0\,}
Другий закон, застосований до замкненого кола s1 дозволяє отримати
{\displaystyle -R_{2}i_{2}+{\mathcal {E}}_{1}-R_{1}i_{1}=0}
Другий закон, застосований до замкненого кола s2 дозволяє отримати
{\displaystyle -R_{3}i_{3}-{\mathcal {E}}_{2}-{\mathcal {E}}_{1}+R_{2}i_{2}=0}
Таким чином, ми отримуємо лінійну систему рівнянь для {\displaystyle i_{1},i_{2},i_{3}}:
{\displaystyle {\begin{cases}i_{1}-i_{2}-i_{3}&=0\\-R_{2}i_{2}+{\mathcal {E}}_{1}-R_{1}i_{1}&=0\\-R_{3}i_{3}-{\mathcal {E}}_{2}-{\mathcal {E}}_{1}+R_{2}i_{2}&=0\end{cases}}}
Що еквівалентно наступному:
{\displaystyle {\begin{cases}i_{1}+(-i_{2})+(-i_{3})&=0\\R_{1}i_{1}+R_{2}i_{2}+0i_{3}&={\mathcal {E}}_{1}\\0i_{1}+R_{2}i_{2}-R_{3}i_{3}&={\mathcal {E}}_{1}+{\mathcal {E}}_{2}\end{cases}}}